# Palloptera setosa
Palloptera setosa is een vliegensoort uit de familie van de Pallopteridae. De wetenschappelijke naam van de soort is voor het eerst geldig gepubliceerd in 1913 door Melander.